# Chamonixia pachydermis
Chamonixia pachydermis är en svampart som först beskrevs av Zeller & C.W. Dodge, och fick sitt nu gällande namn av G.W. Beaton, Pegler & T.W.K. Young 1985. Chamonixia pachydermis ingår i släktet Chamonixia och familjen Boletaceae.   Inga underarter finns listade i Catalogue of Life.